# Neostygmina
Neostygmina – organiczny związek chemiczny, inhibitor cholinoesteraz mający zastosowanie w medycynie, głównie jako metylosiarczan neostygminy, czyli metylosiarczan dimetylokarbaminianu (m-hydroksyfenylo)-trimetyloamoniowego, rzadziej natomiast pod postacią innych soli.

## Zastosowanie kliniczne
Neostygmina stosowana jako środek leczniczy w diagnostyce oraz łagodzeniu objawów ciężkiego niedowładu mięśni, czyli miastenii. Zwykle podaje się ją w końcowej fazie znieczulenia ogólnego, aby odwrócić działanie niedepolaryzujących leków zwiotczających (bromek wekuroniowy, bromek rokuroniowy). Wskazaniem do podania neostygminy jest zespół Ogilviego, charakteryzujący się powiększeniem objętości okrężnicy, bez czynnika mechanicznego powodującego dany objaw. Neostygminę stosuje się także w pooperacyjnych stanach atonii jelit i pęcherza moczowego oraz miejscowo (1–5% krople i maści do oczu) w jaskrze, rzadziej w zatruciach lekami zwiotczającymi typu kurary lub atropiną.

## Działania niepożądane
Neostygmina może powodować bóle głowy, nieostre widzenie, łzawienie, wyciek wodnistej wydzieliny z nosa, zwężenie źrenic, zaczerwienienie spojówek, oczopląs, niepokój, pobudzenie, różnego rodzaju reakcje alergiczne.
Ze strony układu trawiennego wywołuje anoreksję, mdłości i wymioty, bóle brzucha, biegunkę.
Neostygmina powoduje zwolnienie akcji serca (bradykardię) oraz nadmierną produkcję śliny i wydzieliny z oskrzeli, dlatego przed podaniem jej zwykle stosuje się atropinę.

## Preparaty zarejestrowane w Polsce
- Polstigminum inj. 0,5 mg / 1 ml amp. × 10 szt. / Pliva Kraków
- Polstigminum tabl. 15 mg x 20 szt. / Pliva Kraków

Dawniej w Polsce był dostępny również surowiec farmaceutyczny przeznaczony do receptury aptecznej: Polstigminum (Neostigminum methylsulfuricum) subst. / Pliva Kraków.
Preparaty Polstigminum zawierają w swym składzie metylosiarczan neostygminy.

### Preparaty dostępne na świecie
- Neostigmina Bromuro tabl. 15 mg / Laboratorio Chile